# Ölsprührakete
Eine Ölsprührakete ist eine Rakete, mit deren Hilfe Wellenberuhigungsöl versprüht werden kann, um zur Rettung von Schiffbrüchigen bei starkem Sturm die Wellen zu glätten. Brandung und aufgeregtes Meer lassen sich dadurch beruhigen, dass man Öl aufs Wasser gießt. Durch ihre gleichmäßige Rotation um die Längsachse verteilt die Ölsprührakete das Öl extrem fein und wirkungsvoll.
Die Ölsprührakete war eine Entwicklung der Deutsche Raketengesellschaft, der heutigen Hermann-Oberth-Gesellschaft. Der Start der Ölsprührakete am 23. August 1957 war das erste Raketenexperiment in Cuxhaven nach der Operation Backfire. Die Ölsprührakete wurde 1960 für die kommerzielle Nutzung freigegeben.